# Joseph Grinnell

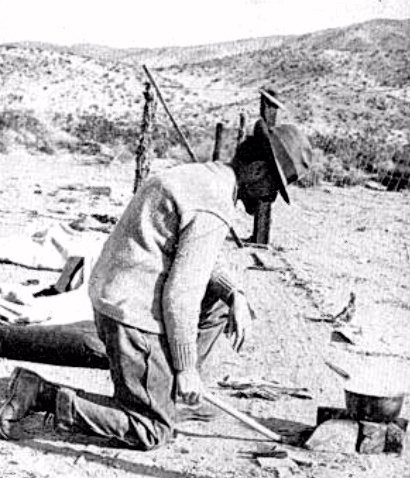
Joseph Grinnell w obozie terenowym na pustyni Mojave, Kalifornia (1914)

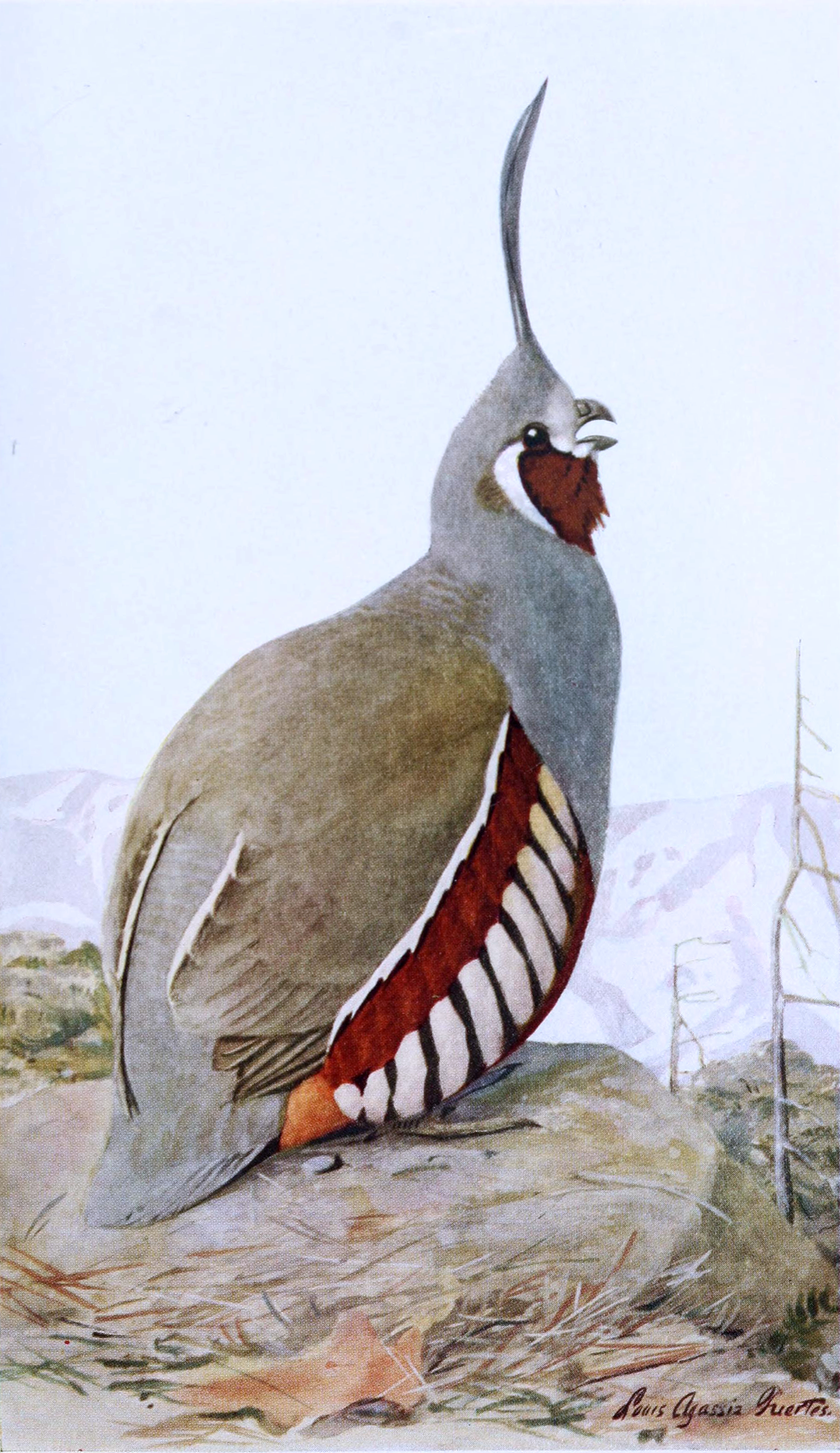
Oreortyx pictus; źródło: Joseph Grinnell, Harold Bryant, Tracy Storer, Game Birds of California, 1918 (ze zbiorów Museum of Vertebrate Zoology UC)

Joseph Grinnell (ur. 27 lutego 1877 koło Fort Sill, Terytorium Indian, Oklahoma, zm. 29 maja 1939 w Berkeley, Kalifornia) – amerykański biolog, zoolog (ornitolog), ekolog związany z Stanford University, Throop Polytechnic Institute, University of California, Berkeley, współzałożyciel i wieloletni dyrektor Museum of Vertebrate Zoology UC, redaktor czasopisma The Condor.

## Życiorys

### Dzieciństwo i edukacja
Joseph Grinnell był synem kwakrów – Fordyca Grinnella, lekarza w agencji rządowej Terytorium Indiańskiego (Komancze, Kiowa i Wichita), i Sarah Elizabeth Pratt. W wieku kilku lat, gdy rodzina mieszkała w Dakocie, bawił się z indiańskimi kolegami i był ulubieńcem Czerwonej Chmury.
W roku 1885 wraz z rodziną zamieszkał w Pasadenie (Kalifornia), gdzie skończył Central School, a następnie Pasadena High School (1893). Wkrótce odbył, wspólnie z kolegą (Robertem Louthianem), swoją pierwszą ekspedycję do hrabstwa Ventura. Studiował biologię w Throop Polytechnic Institute; jako 18-letni student opracował pierwszą publikację – listę ptaków Pasadeny, która rozpoczęła przyszłą kolekcję. Stopień B.A. otrzymał w roku 1897.

### Przebieg pracy zawodowej
W latach 1897–1898 był asystentem instruktora zoologii w Throop Polytechnic Institute. Swoje badania ornitologiczne kontynuował na Alasce w roku 1896 i w latach 1898-1899 (towarzysząc poszukiwaczom złota).
W latach 1900–1902 pracował w Stanford University jako asystent w Hopkins Laboratory (embriologia) i instruktor ornitologii. W tej uczelni otrzymał stopień M.A. (1901) i został przyjęty – jako najmłodszy członek – do American Ornithologists' Union. W kolejnych latach pracował w Throop Polytechnic Institute (TPI) i UC Berkeley) jako: 
- 1903–1905: instruktor biologii TPI,
- 1905–1908: profesor biologii TPI,
- 1913–1917 (po uzyskaniu Ph.D. w Stanford University): assistant professor zoologii UC Berkeley,
- 1917–1920: associate professor (profesor nadzwyczajny) zoologii UC Berkeley,
- 1920–1939: profesor zoologii UC Berkeley.

Poza pracą naukową i dydaktyczną w Berkeley gromadził materiały w warunkach naturalnych:
- 1904–1907 – w południowej Kalifornii,
- 1910 – w dolnym biegu rzeki Kolorado,
- 1924–1929 – w rejonie Lassen Peak

Będąc wykładowcą w Throop Polytechnic Institute (ok. 1907) poznał Annie Alexander – filantropkę, która pod wpływem wykładów paleontologa Johna Campbella Merriama uległa fascynacji tą dziedziną nauki i organizowała ekspedycje. Zdecydowała się też sfinansować utworzenie i prowadzenie Museum of Vertebrate Zoology (MVZ) w Berkeley. Zachowała dla siebie kontrolę nad MVZ i jego programem badań. Joseph Grinnell pełnił funkcję dyrektora tej jednostki przez ponad 40 lat – od chwili powstania w roku 1908 do swojej śmierci (1939). Przekazał do MVZ swoją kolekcję  8 000 ptaków i 2 000 ssaków.
Joseph Grinnell był w latach 1906–1939 redaktorem ornitologicznego czasopisma The Condor.
Opublikowana w The Condor w roku 1940 lista stowarzyszeń naukowych, do których należał, obejmuje ok. 30 pozycji. Był m.in.: 
- 1919: Fellow of the California Academy of Sciences (członek rady w 1911/1919 i 1934/1937),
- 1919–1939: członkiem Zarządu American Society of Mammalogists,
- 1921–1936: co-editorem University of California Publications in Zoology,
- 1911–1939: opiekunem biblioteki California Academy of Science,
- 1929–1932: prezydentem American Ornithologists' Union,
- 1937–1938: prezesem American Society of Mammologists,
- 1937–1939: członkiem Advisory Committee of the Wildlife Society,
- 1938–1939: przewodniczącym Board of Governors, Cooper Ornithological Club.

## Zakres badań naukowych
Jako ornitolog Joseph Grinnell zajmował się ptakami Zatoki Kotzebuego (Kotzebue Sound, Alaska), lądowymi kręgowcami Mt. Lassen, Yosemite, San Jacinto Mountains, Lower Colorado Valley i Półwyspu Kalifornijskiego. W swoich pracach akcentował problemy zależności między organizmami żywymi, głównie zwierzętami należącymi do różnych gatunków, i ich zmieniającym się środowiskiem (zob. historia naturalna, ekologia, struktura ekosystemu). Jest głównym autorem Bibliography of California Ornithology oraz kompleksowych, aktualizowanych opracowań na temat geograficznego rozmieszczenia populacji ptaków i ssaków Kalifornii (The Game Birds of California i The Fur-Bearing Mammals of California). Wyniki obserwacji analizował m.in. pod kątem zmian rozmieszczenia i liczebności wraz ze zmianami klimatu. Pozwoliły sformułować pojęcie „niszy” (ang. niche) gatunku, które zostało przez niego wprowadzone do piśmiennictwa w roku 1917, i podjąć badania w dziedzinie zwanej obecnie ekologią ewolucyjną. Koncepcja niszy była związana z rozmieszczeniem populacji. Niszą nazywał Grinnell część siedliska gatunku (zob. habitat, zasięg), przede wszystkim komplet właściwych czynników abiotycznych.

## Publikacje

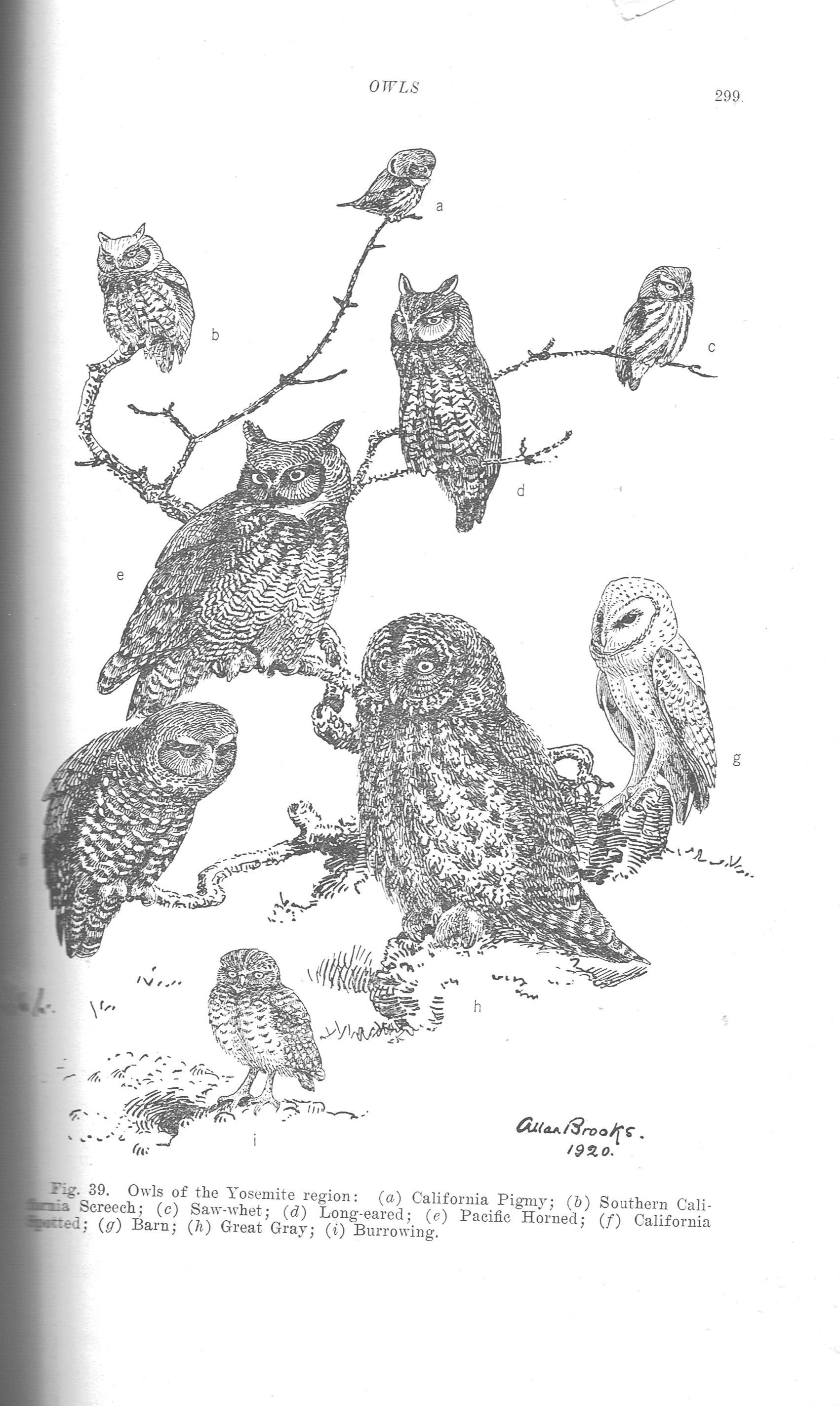
Ilustracja z książki Owls of the Yosemite Region (1920)

Lista publikacji J. Grinnella, opublikowana w The Condor w roku 1940, obejmuje 554 pozycje. W bazie The Online Books Page University of Pennsylvania zamieszczono wybór: 
- A bibliography of California ornithology (Santa Clara, Calif. Published by the Club, 1909),
- A Bibliography of California Ornithology: Second Installment to End of 1923
- A bibliography of California ornithology, Third installment to end of 1938 (Berkeley, Calif., Published by the Club, 1939),
- Birds of the Kotzebue Sound region, Alaska (Santa Clara, Calif. : Cooper Ornithological Club of California, 1900),
- Directory to the bird-life of the San Francisco Bay region (Joseph Grinnell i Margaret W. Wythe, Berkeley, Calif. : Cooper Ornithological Club, 1927),
- The Distribution of the birds of California (Joseph Grinnell i Alden H. Miller, Berkeley, Calif. : The Club, 1944),
- A systematic list of the birds of California (Hollywood, Calif. : Cooper Ornithological Club, 1912),
- Vertebrate Natural History of a Section of Northern California Through the Lassen Peak Region (również Joseph S. Dixon i Jean M. Linsdale, Berkeley: University of California Press, 1930),
- Animal life in the Yosemite; an account of the mammals, birds, reptiles, and amphilbians in a cross-section of the Sierra Nevada (Berkeley, Calif., University of California press, 1924),
- Diagnoses of seven new mammals from east-central California (Joseph Grinnell i Tracy I. Storer, Berkeley, University of California press, 1916),
- The game birds of California (Joseph Grinnell, Harold Child Bryant i Tracy Irwin Storer (Berkeley, University of California press, 1918),
- Gold hunting in Alaska as told (Ed. Elizabeth Grinnell…, Elgin, Ill., Chicago, David C. Cook publishing co. [c1901]),
- The pocket gopher of the Boreal zone on San Jacinto Peak (San Francisco, The Academy, 1914),
- Review of the recent mammal fauna of California (Joseph Grinnell…, Berkeley, Calif., University of California press, 1933),
- The Subspecies of the Mountain Chickadee (Gutenberg ebook)
- Vertebrate animals of Point Lobos reserve, 1934–35 (Joseph Grinnell i Jean M. Linsdale…)

## Upamiętnienie
Nazwy taksonów
Dla upamiętnienia Josepha Grinelli jego imieniem nazwano zwierzętom:
Owady
- Cordillacris grinnelli, Rehn and Hebard (1908),
- Halictus grinnelli, Cockerell (1916),

Ptaki
- Regulus calendula grinnelli, W. Palmer (1897),
- Geranoa~tus grinnelli, L.H. Miller (1911),
- Glaucidium gnoma grinnelli, Ridgway (1914),
- Agelaius phoeniceus grinnelli, A.B. Howell (1917),
- Lanius ludovicianus grinnelli, Oberholser (1919),
- Penthestes gambeli grinnelli, van Rossem (1928),
- Loxia curvirostra grinnelli, Griscom (1937),
- Carpodacus mexicanus grinnelli, Moore (1939),
- Polyborus prelutosus grinnelli, Howard (1940),

Ssaki
- Scapanus latimanus grinnelli, Jackson (1914),
- Procyon lotor grinnelli, Nelsoni i Goldman (1930),
- Eutamias dorsalis grinnelli, Burt (1931),
- Microtus californicus grinnelli, Huey (1931).

Kolekcje publikacji, np.
– Joseph and Hilda Wood Grinnell Papers (1886-1967); BANC MSS 73/25 c (The Bancroft Library, University of California, Berkeley,
– Joseph Grinnell's Philosophy of Nature: Selected Writings of a Western Naturalist (ed. by Alden H. Miller, Berkeley and Los Angeles, University of California Press, 1943.
Grinnell Resurvey Project
W Dept. of Environmental Science, Policy & Management UC i Museum of Vertebrate Zoology są kontynuowane badania terenowe, zgodne z koncepcjami Grinnella, w ramach programu badawczego, nazwanego jego imieniem.
Nagroda naukowa
Cooper Ornithological Society ustanowiło Joseph Grinnell Student Award.
Grinnellian niche
Pojęcie „niszy grinellowskiej” weszło do historii ekologii.

## Życie prywatne
W roku 1906 Joseph Grinnell, wówczas profesor biologii TPI, ożenił się z Hildą Wood, która w tym roku uzyskała w Throop Polytechnic Institute stopień B.S. Mieli trzech synów i córkę. Hilda Wood Grinnell towarzyszyła mężowi w ekspedycjach i pomagała przygotowywać rękopisy do publikacji. Po jego śmierci (Berkeley, 29 maja 1939) kontynuowała jego dzieło ochrony przyrody Kalifornii m.in. pracując w Cooper Ornithological Club i Nature Department at Camp Sugar Pine. Zajęła się też własną pracą naukową oraz opracowywaniem bibliografii (m.in. C.H. Merriama) i biografii (m.in. Annie Montague Alexander). Była członkiem American Ornithologists' Union, American Society of Mammalogists i California Academy of Sciences. Zmarła w roku 1963.